# Nathan Wilmot
Nathan Wilmot (ur. 13 grudnia 1979 w Sydney) – australijski żeglarz sportowy, mistrz olimpijski, trzykrotny mistrz świata.
Złoty medalista igrzysk olimpijskich w 2008 roku oraz zdobywca dwunastego miejsca w 2004 roku w klasie 470 (razem z Malcolmem Page). 
Mistrz świata w 2004, 2005 i 2007 roku, srebrny medalista w 2003 i 2006 oraz brązowy w 2001 roku.